# Señor de la Piedra Fría (Santa Cruz de La Palma)

## Historia
Se trata de una imagen de procedencia mexicana del siglo XVI y de autor anónimo. Originalmente recibió culto en la iglesia del Hospital de Dolores de Santa Cruz de La Palma (actual Teatro Chico de la ciudad). En este lugar fue venerado conjuntamente con la imagen del Cristo de la Salud (actualmente en la Parroquia de Los Remedios de Los Llanos de Aridane).
En 1830 pasó al Real Convento Franciscano de la Inmaculada Concepción, la actual iglesia de San Francisco de Asís, la segunda parroquia más importante de la ciudad tras la matriz de El Salvador. El origen de la advocación "de La Piedra Fría" es debido a las relaciones comerciales de la isla de La Palma con Flandes y los antiguos Países Bajos meridionales, en donde esta advocación era popular. Se cree que la llegada de la imagen del Cristo a la isla se produjo gracias a las intensas relaciones comerciales con las Indias. Se trata de una de las imágenes más antiguas procedentes de Indias que se encuentran en Canarias y en ocasiones se le denomina "El Gran Señor de La Palma", a pesar de que históricamente la considerada como la advocación de Cristo más venerada de la isla era el Cristo del Planto.

## Descripción de la imagen
La imagen del Cristo aparece sentado sobre una base en forma de piedra con la diestra en la mejilla. Su espalda está surcada por torrentes de sangre. En la parte posterior de la piedra que le sirve de base, existe una hornacina destinada a colocar reliquias y la custodia del Santísimo Sacramento.
Jesús está representado sentado en una roca en la cima del Gólgota, a la espera de la muerte, desnudo, dócil, sumiso, ensangrentado, solo y coronado de espinas. Se trata de una escultura en madera policromada al temple oleoso, que mide 116 centímetros de altura y 158 centímetros de perímetro, de autor desconocido y de estilo gótico tardío.

## Procesión
Cada año la imagen del Señor de la Piedra Fría procesiona el Jueves Santo por la noche por las calles del centro de la capital palmera acompañado por la imagen de la Virgen de la Soledad, en la que es considerada la procesión más emblemática de la Semana Santa de Santa Cruz de La Palma. Su paso destaca por ser el único en la ciudad que no lleva exornos florales. Antiguamente, la imagen salía el mismo día en la llamada "Procesión de la Sangre". Se denominaba así porque los disciplinantes, vestidos con túnicas y capirotes, flagelaban sus cuerpos durante el itinerario, haciendo brotar sangre. 
Actualmente, la imagen acompañada por un nutrido público, desfila al sonido de las cadenas que arrastran los pies descalzos de algunos cofrades, junto con las marchas procesionales interpretadas por la banda municipal de música y la de cornetas y tambores.